# Jacopo Zucchi
Jacopo Zucchi (wym. Jakopo Cuki) (ur. ok. 1540 we Florencji, zm. ok. 1596 w Rzymie) – włoski malarz okresu manieryzmu.

## Życiorys
Był uczniem i współpracownikiem Giorgia Vasariego. Od 1567 pracował w Rzymie. W 1581 został członkiem Akademii św. Łukasza. W l. 1570-72 uczestniczył w dekoracji Sala Grande w Palazzo Vecchio we Florencji. Wykonywał liczne freski i dekoracje w rzymskich kościołach, m.in. Santo Spirito in Sassia (1583-84), San Silvestro al Quirinale (ok. 1574) oraz pałacach, m.in. Villa Medici (1576-79), Palazzo di Firenze (1574-75), Palazzo Ruspoli (1587). W swojej twórczości łączył cechy manieryzmu włoskiego z wpływami niderlandzkimi.

## Dzieła
- Alegoria odkrycia Ameryki (Połów korali), (ok. 1585), 55 x 45 cm, Galeria Borghese, Rzym
- Amor i Psyche (1589), 173 x 130 cm, Galeria Borghese, Rzym
- Cud śniegu (ok. 1580), 171 x 151 cm, Muzea Watykańskie
- Procesja św. Grzegorza Wielkiego (1580), 168 x 128 cm, Muzea Watykańskie
- Srebrny wiek (1587), 50 x 39 cm, Galeria Uffizi, Florencja
- Toaleta Batszeby (po 1573), 120 x 144,7 cm, Galleria Nazionale d’Arte Antica, Rzym
- Złoty wiek (1587), 50 x 39 cm, galeria Uffizi, Florencja